# Troldepus
Troldepus er en serie af børnebøger af den danske skoleinspektør og forfatter, Dines Skafte Jespersen. Serien blev udgivet i perioden 1941 til 1988.
Særlige kendetegn ved Troldepus er, at han har en hvid pind, der kan gøre ham usynlig. Pinden har hans far snittet fra en busk der vokser et specielt sted i skoven. Da Troldepus får inddraget sin "usynlighedspind" fordi han har lavet skarnsstreger, får han hjælp fra en musvit til at finde stedet hvor faderen henter pindene. Han laver herefter sin egen som han beholder som reserve. I den første bog får han i fødselsdagsgave en troldestav af sin bedstefar fra Norge, den kan flytte ham fra sted til sted. Denne stav virker dog kun indenfor skovens grænser. Han får efterfølgende en stav som virker overalt og til alle steder. Troldestaven kaldes i senere bøger også ønskestaven. Troldepus er så lille at han kan sidde i en skoletaske bag på ryggen af en skoledreng og ride på ryggen af Mikkel ræv og Morten hare, og han er ikke tungere end at han kan bæres på ryggen af Peter pindsvin.
Troldefamilien består af Troldepus, Troldefar og Troldemor. Bedstefaderen, den store fjeldgubbe, er hans farfar der bor i Norge. Senere kommer der en lillesøster til, Pussi Troldunge. På hans mange eventyr møder han andre trolde, Onkel Havmand, faderens fætter der lever i havet omkring Anholt, Dovrelasen og hans to børn Knurre og Murre, og i de seneste bøger Finnerik fra Finland.
I bøgerne optræder der en række dyr som troldene kan tale med.
Peter Pindsvin, Morten Hare, Mikkel Ræv, Egernet Rødtop, Kragen Kri-Kra, Hugormen Hvisle, Skovmåren Luske, Rådyret Krumtak, Steffen Stork, Søren Sæl , Hornuglen Uhahu, Grævlingen Bertel Brok, Odderen Odderras...
Da Troldepus besøger sin Bedstefar i Norge møder han dyrelivet deroppe. Elgen Langmule, Bjørnen Nalle, Bæveren Sorte-bæver, en Los uden navn. Senere da han besøger bedstefaren i Lapland bliver han jaget af en flok Ulve.
På sine ture til hans onkel Havmand møder han de fisk og havdyr der lever i de danske farvande.
I bøgerne Troldepus i Zoo, Troldepus i Afrika og Troldepus på dyreskue(Troldepus i Cirkus), introduceres man til Løver, Elefanter og Tigre.
Flere af bøgerne hænger en smugle sammen. 4-5-6 er en historie der udspiller sig mens de andre trolde sover vintersøvn. Troldepus er alene blandt dyr og de nærboende mennesker. I Troldepus på Havsens bund møder han Søren sæl. Denne indgår et væddemål med Steffen Stork om eksistensen af pingviner. Afgørelsen på væddemålet forløber over flere af hæfterne, og afgøres i Troldepus vinder et væddemål.
Moralen i flere af historierne er, at vi mennesker skal opfører os ordentligt når vi er i naturen. Ikke være skovsvin, ikke drille dyrene, ikke gå på jagt, ikke fælde træerne og ikke bygge veje over det hele!
Udgivelser i serien:
1. Troldepus, 1941 (genudgivet 1967 som, Troldepus fra Troldhøj) 
2. Troldepus igen 1942 (genudgivet 1967 som, Troldepus i skoven)                                                                                                                                      
3. Troldepus i Norge, 1943 (genudgivet 1967 som, Troldepus i Norge) 
4. Troldepus ved vintertid, 1944 (genudgivet 1969 som, Troldepus ved vintertid) 
5. Troldepus holder jul, 1945 (genudgivet 1969 som, Troldepus ved juletid) 
6. Troldepus skyder nytår ind, 1946 (genudgivet 1969 som, Troldepus på nytårssjov) 
7. Troldepus i Hovedstaden, 1948 (genudgivet 1970 som, Troldepus i den store by) 
8. Troldepus i Zoo, 1948 (genudgivet 1970 som, Troldepus i Zoo) 
9. Troldepus og Pussi Troldunge, 1949 (genudgivet 1970 som, Troldepus og Pussi Troldunge) 
10. Troldepus til søs, 1950 (genudgivet 1971 som, Troldepus til søs) 
11. Troldepus ved fyret, 1951 (genudgivet 1971 som, Troldepus ved fyret) 
12. Troldepus i Afrika, 1952 (genudgivet 1971 som, Troldepus i Afrika) 
13. Troldepus på havsens bund, 1953 (genudgivet 1972 som, Troldepus på havsens bund) 
14. Troldepus på dyreskue, 1954 (genudgivet 1975 som, Troldepus i Cirkus) 
15. Troldepus til gilde, 1955 (genudgivet 1976 som, Troldepus til gilde) 
16. Troldepus og musene, 1956 (genudgivet 1972 som, Troldepus og musene) 
17. Troldepus på langfart, 1957 (genudgivet 1972 som, Troldepus på langfart) 
18. Troldepus vinder et væddemål, 1958 (genudgivet 1973 som, Troldepus vinder et væddemål) 
19. Troldepus i Tivoli, 1959 (genudgivet 1973 som, Troldepus i Tivoli) 
20. Troldepus i lejr, 1960 (genudgivet 1973 som, Troldepus i lejr) 
21. Troldepus hos samerne, 1961 (genudgivet 1974 som, Troldepus hos samerne) 
22. Troldepus til væddeløb, 1962 (genudgivet 1974 som, Troldepus og Hannibal) 
23. Troldepus i Skåne, 1963 (genudgivet 1974 som, Troldepus i Skåne) 
24. Troldepus og ræveungerne, 1975 
25. Troldepus i mosen, 1976 
26. Troldepus og Pussi ved stranden, 1977 
27. Troldepus leder efter Pussi, 1977 
28. Troldepus - Finnerik får en kone, 1978 
29. Troldepus og Niko, 1978 
30. Troldepus på ødegården, 1979 
31. Troldepus og egernungerne, 1979 
32. Troldepus holder fest, 1980 
33. Troldepus på camping, 1980 
34. Troldepus på sæteren, 1981 
35. Troldepus i marsken, 1982 
36. Troldepus og killingen, 1983 
37. Troldepus og fuglene, 1984 
38. Troldepus og vaskebjørnen Pjaske, 1985 
39. Troldepus finder rav, 1986 
40. Troldepus ved Løvehovederne, 1987 
41. Troldepus, Mulle og Pusserlusser, 1988        
Originaludgaverne er hæfter af ca. 14-16 sider. De to første er illustreret af Osvald Jensen, de efterfølgende 21 er illustreret af Valdemar Larsen. Da hele serien genudgives er den, samt de nyere bøger i serien illustreret af Karl Tornby. De to bøger Troldepus finder rav og Troldepus, Mulle og Pusserlusser fra 1986 og 1988 er illustreret af Erik Ubby.    
Hæfterne, og senere bøgerne, udkom på Chr. Erichsens Forlag i København.  
Midt i den tidlige udgivelsesrække er det udgivet tre samlealbum der indeholdte hver tre af de tidligere bøger. De udkom fordi de første hæfter var udsolgte fra forlaget.  
Troldepus, 1956, 128 sider.  
Troldepus ved vintertid, 1957, 125 sider.   
Troldepus og Pussi Troldunge, 1959, 116 sider.   
Alle tre bøger var illustreret af Valdemar Larsen.      
Senere er der udkommet samlede udgivelser:
Troldepus 1-5, 2002
Troldepus 6-10, 2002
Troldepus: 1-10, 2011
Troldepus: 11-20, 2011
Troldepus: 31-41, 2011
Troldepus: 21-30, 2012 
De nye samleserier er udgivet af Høst & Søn, og Gyldendal.  
Flere af bøgerne kan fås som lydbog indtalt af Jens Okking.  
Læs om bøgerne på bibliografi.dk Arkiveret 13. december 2007 hos  Wayback Machine